# Vanishing Vision
Albums de X Japan
Blue Blood
(1989)
Vanishing Vision est le premier album de X Japan un groupe japonais de visual kei. C'est le premier, et le seul, album indies du groupe. Il est sorti en 1988 et est sorti sous le label créé par Yoshiki (batteur et leader du groupe), Exstasy. Cet album a été vendu à plus de 800 000 copies et fait de X Japan le premier groupe à avoir achevé un succès national sous un label indépendant[réf. nécessaire].

## Réception critique
L'album est couvert dans l'ouvrage Visual Rock Perfect Disc Guide 500, paru en 2013 et produit par un collectif de dix auteurs avec l'intention de lister les 500 albums qui ont marqué l'histoire du genre.

## Liste des titres
1. Dear Loser (2.27)
2. Vanishing Love (6.01)
3. Phantom Of Guilt (5.18)
4. Sadistic Desire (6.09)
5. Give Me The Pleasure (2.57)
6. I'll Kill You (3.29)
7. Alive (8.24)
8. Kurenai (English Version) (5.46)
9. Unfinished (1.32)